# 华兴街道 (衡阳市)
华兴街道，是中华人民共和国湖南省衡陽市蒸湘区下辖的一个乡镇级行政单位。

## 行政区划
华兴街道下辖以下地区：
银光社区、金山社区、银山社区、祥光社区、蒸水社区、祥云社区、长胜管理处、光辉管理处、华兴管理处、互助管理处、金星管理处、柘里管理处、农场管理处和新桥管理处。